# Aulo Manlio Vulsón Capitolino
Aulo Manlio Vulsón Capitolino  fue un político de la Antigua Roma, descendiente de Cneo Manlio Cincinato y tres veces tribuno consular, en 405 a. C., 402 a. C. y 397 a. C.

## Carrera política
En el año 394 a. C. fue uno de los embajadores enviados a Delfos para llevar una crátera de oro, que representaba la décima parte del botín de la conquista de Veyes, como regalo a Apolo, pero fue capturado en su viaje por piratas liparienses. Los embajadores, sin embargo, fueron liberados por Timasiteo, el magistrado jefe de la isla ese mismo año, lo que permitió a Aulo Manlio proseguir con su viaje.